# Charta der öffentlichen Statistik der Schweiz
Die Charta der öffentlichen Statistik ist eine Charta, die im Mai 2002 von den Statistischen Ämtern und Diensten der Schweiz beschlossen wurde. Die Charta verpflichtet Stellen, die sich mit öffentlicher Statistik befassen, sowie deren Mitarbeitende, zu einem Berufskodex. In dem berufsethischen Kodex werden unter anderem Relevanz, Qualität und Glaubwürdigkeit von publizierten statistischen Informationen als Hauptziele der öffentlichen Statistik genannt.
2007 und 2012 wurde die Charta überarbeitet. Die aktuelle Charta stimmt mit dem Verhaltenskodex der europäischen Statistik überein. Sie umfasst eine Präambel sowie 21 Grundprinzipien, die durch Indikatoren erklärt und präzisiert werden. Im Anhang finden sich der Geltungsbereich der Charta, organisatorische Fragen in Bezug auf die Charta, der Auftrag des Ethikrates der öffentlichen Statistik der Schweiz sowie ein Vergleich zwischen der Charta und dem Verhaltenskodex der europäischen Statistik.

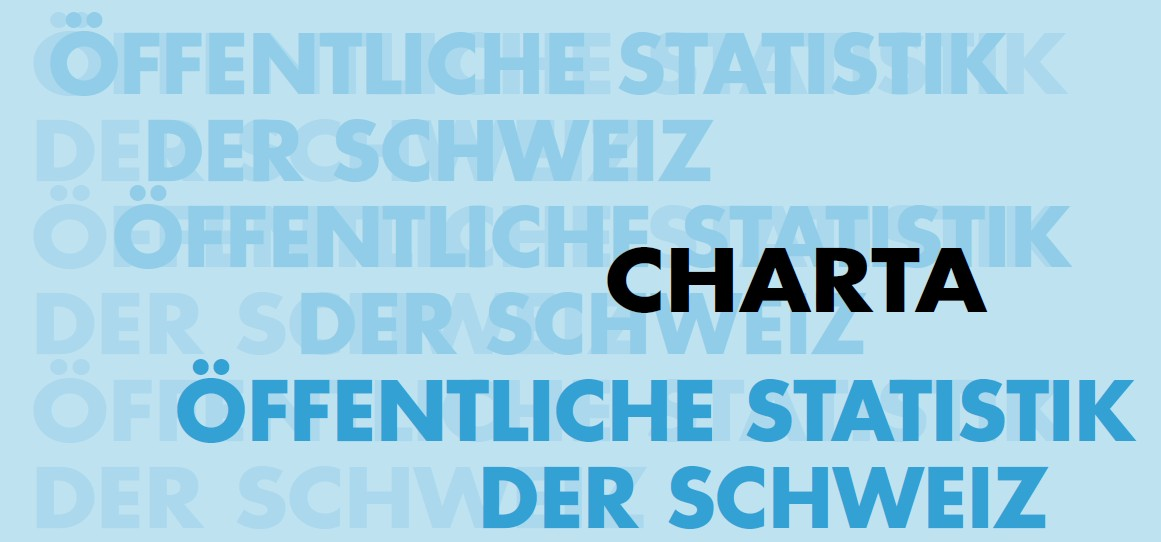
Charta der öffentlichen Statistik der Schweiz